# Ghiacciaio Havel
Il ghiacciaio Havel è un ghiacciaio lungo circa 6 km situato nella parte nord-occidentale della Dipendenza di Ross, nell'Antartide orientale. Il ghiacciaio, il cui punto più alto si trova a circa 1400 m s.l.m., si trova sulla costa di Borchgrevink, all'estremità sud-orientale della dorsale Eisenhower, dove fluisce verso nord-est, scorrendo tra il monte New Zealand, a nord-ovest, e il monte Meister, nella dorsale Nash, a sud-est, fino a unire il proprio flusso a quello del ghiacciaio Priestley.

## Storia
Il ghiacciaio Havel è stato mappato da membri dello United States Geological Survey (USGS) grazie a fotografie aeree scattate dalla marina militare statunitense nel periodo 1960-62, tuttavia è stato così battezzato dai membri della spedizione tedesca GANOVEX IV, condotta dal 1984 al 1985, in ricordo dell'Havel, un fiume che scorre nella Germania nordorientale.